# Claudio Carudel
Claudio Carudel (Chantilly, 12 de abril de 1938 - Madrid, 8 de julio de 2012) fue un jockey franco-español. Asentado en España desde 1957, es considerado uno de los jinetes más importantes del turf español de la segunda mitad del siglo XX, con un total de doce triunfos en el Gran Premio de Madrid.